# Conductivité ionique
 (février 2022).
La mise en forme du texte ne suit pas les recommandations de Wikipédia : il faut le « wikifier ».
Les points d'amélioration suivants sont les cas les plus fréquents. Le détail des points à revoir est peut-être précisé sur la page de discussion.
- Les titres sont pré-formatés par le logiciel. Ils ne sont ni en capitales, ni en gras.
- Le texte ne doit pas être écrit en capitales (les noms de famille non plus), ni en gras, ni en italique, ni en « petit »…
- Le gras n'est utilisé que pour surligner le titre de l'article dans l'introduction, une seule fois.
- L'italique est rarement utilisé : mots en langue étrangère, titres d'œuvres, noms de bateaux, etc.
- Les citations ne sont pas en italique mais en corps de texte normal. Elles sont entourées par des guillemets français : « et ».
- Les listes à puces sont à éviter, des paragraphes rédigés étant largement préférés. Les tableaux sont à réserver à la présentation de données structurées (résultats, etc.).
- Les appels de note de bas de page (petits chiffres en exposant, introduits par l'outil «  Source ») sont à placer entre la fin de phrase et le point final[comme ça].
- Les liens internes (vers d'autres articles de Wikipédia) sont à choisir avec parcimonie. Créez des liens vers des articles approfondissant le sujet. Les termes génériques sans rapport avec le sujet sont à éviter, ainsi que les répétitions de liens vers un même terme.
- Les liens externes sont à placer uniquement dans une section « Liens externes », à la fin de l'article. Ces liens sont à choisir avec parcimonie suivant les règles définies. Si un lien sert de source à l'article, son insertion dans le texte est à faire par les notes de bas de page.
- La présentation des références doit suivre les conventions bibliographiques. Il est recommandé d'utiliser les modèles {{Ouvrage}}, {{Chapitre}}, {{Article}}, {{Lien web}} et/ou {{Bibliographie}}. Le mode d'édition visuel peut mettre en forme automatiquement les références.
- Insérer une infobox (cadre d'informations à droite) n'est pas obligatoire pour parachever la mise en page.

Pour une aide détaillée, merci de consulter Aide:Wikification.
Si vous pensez que ces points ont été résolus, vous pouvez retirer ce bandeau et améliorer la mise en forme d'un autre article.

Conducteur de protons dans un champ électrique statique.

La conductivité ionique (notée λ) est une mesure de la tendance d'une substance à la conduction ionique. La conduction ionique est le mouvement des ions. Le phénomène est observé dans les solides et les solutions. La conduction ionique est un mécanisme de courant.

## Dans les solides cristallins
Dans la plupart des solides, les ions occupent de manière rigide des positions fixes, fortement embrassées par des atomes ou des ions voisins. Dans certains solides, les ions sélectionnés sont très mobiles permettant la conduction ionique. La mobilité augmente avec la température. Les matériaux présentant cette propriété sont utilisés dans les piles. Un solide conducteur d'ions bien connu est la β '' -alumine ("BASE"), une forme d'oxyde d'aluminium qui possède des canaux à travers lesquels les cations sodium peuvent sauter. Lorsque cette céramique est complexée avec un ion mobile, tel que Na+, elle se comporte comme un conducteur d'ions dit rapide. La BASE est utilisée comme membrane dans plusieurs types de cellules électrochimiques à sels fondus .

## Dans des verres
La conduction ionique dans les solides désordonnés tels que les verres, les polymères, les nanocomposites, les cristaux défectueux et d'autres solides désordonnés joue un rôle important dans la technologie.

### Histoire
La conduction ionique dans les solides est un sujet d'intérêt depuis le début du XIXe siècle. Michael Faraday a établi en 1839 que les lois de l'électrolyse sont également respectées dans les solides ioniques comme le fluorure de plomb (II) et le sulfure d'argent. En 1921, l'iodure d'argent solide s'est avéré avoir une conductivité ionique extraordinairement élevée à des températures supérieures à 147 °C, AgI se transforme en une phase qui a une conductivité ionique de ~ 1 –1 cm- 1 . Cette phase à haute température d'AgI est un exemple de conducteur superionique. La structure désordonnée de ce solide permet aux ions Ag+ de se déplacer facilement. Le détenteur actuel du record de conductivité ionique est le matériau apparenté Ag2HgI4 . La β''- alumine a été développée à la Ford Motor Company dans la recherche d'un dispositif de stockage pour les véhicules électriques tout en développant la batterie sodium-soufre.